# Veikko Väänänen

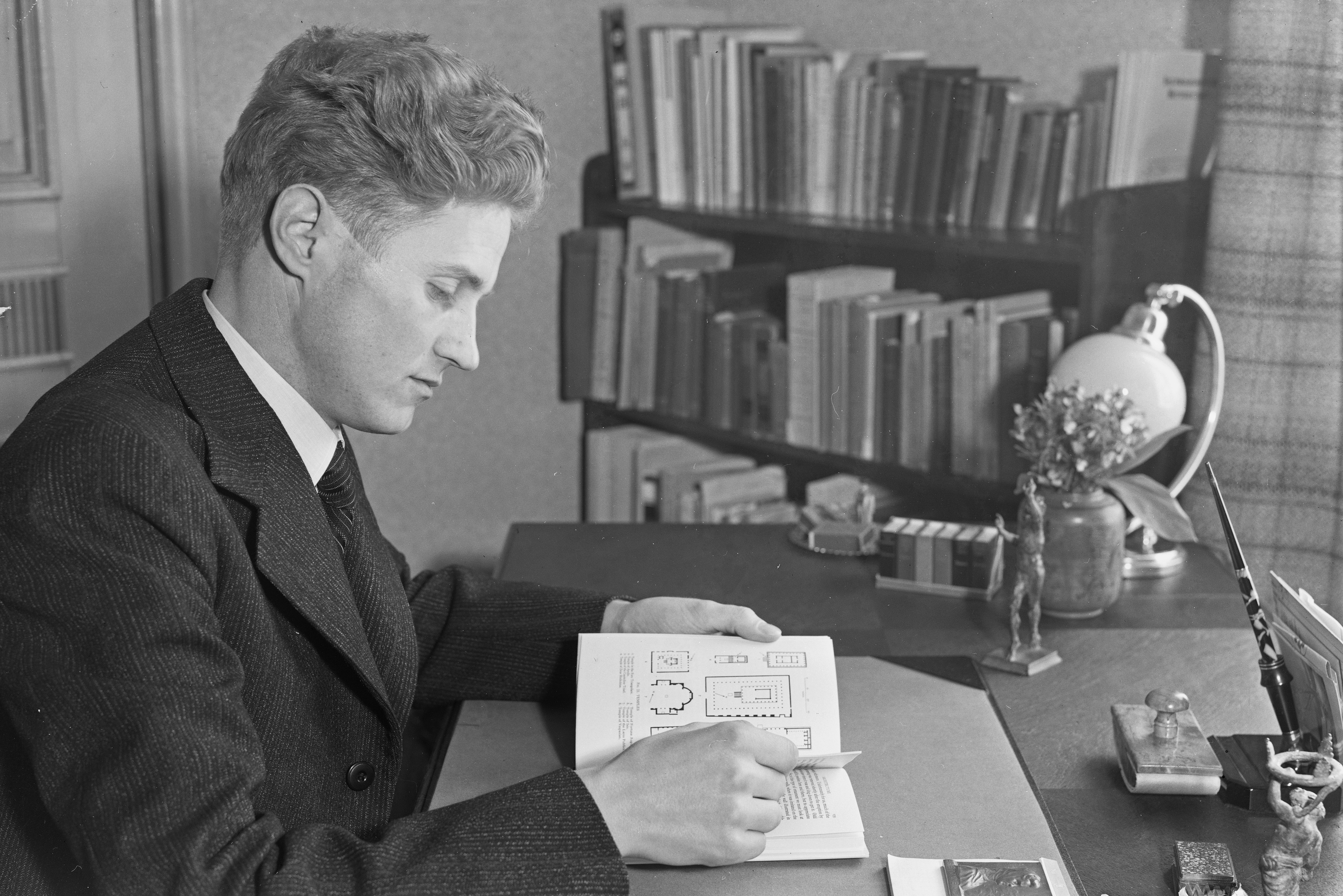
Veikko Väänänen (1938)

Veikko Ilmari Väänänen (* 28. November 1905 in Mikkeli; † 1. Juni 1997 in Helsinki) war ein finnischer Latinist und Romanist.

## Leben
Veikko Väänänen studierte an der Universität Helsinki. Mehrere Studienreisen führten ihn danach vor allem nach Frankreich und Italien. 1937 wurde er mit der Arbeit Le latin vulgaire des inscriptions pompéiennes promoviert. Die Abhandlung über das Vulgärlatein gilt bis heute als ein grundlegendes Werk zur Entwicklung des Vulgärlateins und wurde zum Klassiker. Seine Bedeutung spiegelt sich schon darin wider, dass sie bis 1966 insgesamt dreimal aufgelegt wurde, davon zweimal, in überarbeiteter und erweiterter Form, als Akademie-Schrift in Deutschland. Es ist ein für Doktorarbeiten sehr ungewöhnlicher Vorgang. 1938 wurde Väänänen Assistenzprofessor für Klassische Philologie in Helsinki. 1951 wechselte er auf den romanistischen Lehrstuhl an derselben Universität, den er bis zu seiner Emeritierung 1971 innehatte. Zusätzlich war er 1959 bis 1962 und erneut 1968/69 Direktor des Finnischen Instituts in Rom. Gastprofessuren führten ihn 1948/49 an die Universität in St. Louisiana, 1967 und 1974 an die Universität Straßburg. 1992 wurde ihm die Ehrendoktorwürde der Universität Toulouse und der Universität Bukarest verliehen. Die Académie royale des Sciences, des Lettres et des Beaux-Arts de Belgique nahm ihn 1984 als assoziiertes Mitglied auf.
Väänänen zählt sowohl als Latinist als auch als Romanist zu den bedeutendsten Vertretern der Fächer sowohl in Finnland als auch international. Während seines ersten Direktorats in Rom beschäftigte sich der Finne mit seinen Schülern mit Wandinschriften und Graffiti auf dem Palatin. Die Ergebnisse wurden in zwei Bänden veröffentlicht. Auch sein zweites Direktorat beschäftigte sich mit den römischen Inschriften. Nun wurden die neu gefundenen Inschriften der unter dem Autoparco Vaticano gelegenen Nekropole untersucht. Auch diese Untersuchungen wurden in einem Buch veröffentlicht. In der Zeit in Rom stellte er seine Introduction au latin vulgaire fertig. Es erlebte mehrere Auflagen, auch in seinen spanischen und italienischen Übersetzungen. Weitere Monografien beschäftigten sich unter anderem mit altfranzösischen Fabeln und Gautier de Coincy. Zu seinem 60. Geburtstag wurde ihm eine Festschrift gewidmet. Bis zu seinem Tod beteiligte sich Väänänen am nationalen, insbesondere in Helsinki, aber auch internationalen Wissenschafts- und Geistesleben. Seine letzte Schrift stellte er am Morgen seines Todes fertig.

## Schriften
- Le Latin Vulgaire des Inscriptions Pompéiennes (= Annales Academiae Scientiarum Fennicae B XL, 2). Helsinki 1937.
  - Le Latin vulgaire des inscriptions pompéiennes. Nouvelle édition revue et augmentée (= Abhandlungen der Deutschen Akademie der Wissenschaften zu Berlin, Klasse für Sprachen, Literatur und Kunst Jg. 1958, Nr. 3). Akademie-Verlag, Berlin 1959
- Saksasta suomeksi. Käännösviitteitä, -esimerkkejä ja -näytteitä pro exercitio-kokeisiin valmistautuville sekä muille opiskelijoille, ylioppilaskokelaille ja harrastajille. Söderström, Porvoo - Helsinki 19492; 19686
- Deutsches Lesebuch wissenschaftlichen Inhalts. Gummerus, Jyväskylä 19544.
- Introduction au latin vulgaire. Klincksieck, Paris 1963.
- Étude sur le texte et la langue des Tablettes Albertini. Suomalaisen Tiedeakatemia, Helsinki 1965.
- Recherches et récréations latino-romanes. Bibliopolis, Neapel 1981.
- Le journal-épître d'Égérie (Itinerarium Egeriae); étude linguistique. Helsinki 1987.